# Praktická vizuální komunikace
Praktická vizuální komunikace je jednou z oblastí vizuální komunikace. Pokrývá široký komunikační prostor, sloužící ke zprostředkování praktických, převážně neemotivních informací. Je v ní užíváno množství různorodých systémů používajících různé techniky jak pro samotnou tvorbu, tak pro její distribuci i adopci.

## Formy praktické vizuální komunikace
Podobně jako vizuální komunikace obecně, používá praktická vizuální komunikace lineární a integrované formy.
Lineární formy (např. psaný text) jsou vnímány postupně v časové posloupnosti. Směr zápisu se v různých kulturách pohybuje vodorovně i svisle. Teorií lineárního textu se zabývá součást teorie grafického designu užívající název typografie. Ve většině kultur má bohatou tradici i rozsáhlé zpracování.
Integrované formy (prostorového a plošného zobrazení) umožňují celostní, velmi rychlé (téměř „okamžité“) vnímání. Jsou nejširším komunikačním vizuálním prostorem, jehož komplexní analýza vyžaduje rozsáhlý zhodnocení. Rozšířenými produkty integrované formy jsou prostorové modely, různé typy plošných vizualizací viditelných i abstraktních jevů (mapy, projekty, schémata…), dokumentární fotografie i holografie ad.
Integrované formy mohou užít časový rozměr, čím se stávají kombinovanými. Z úkonů jde o gestikulaci a mimiku, z výtvorů o animované produkty a kinetickou fotografii (kinematografii).
Ze zjednodušených (stylizovaných) integrovaných forem (piktogramy) lze vytvořit lineární řetězce určené k postupnému vnímání. Ty vytvářejí specifickou oblast praktické vizuální komunikace, která je novodobým globálním jazykem.

## Komunikační prvky
Komunikační prvky praktické vizuální komunikace používají pro zprostředkování obsahu mezi autorem a adresátem různé principy, podle kterých se odlišují. Různé teorie je třídí odlišně a používají pro ně odlišné názvy, nebo názvy stejné, ale s odlišnými významy.

### Obecné prvky podle teorie sdělování[2]
Textura/struktura – nefigurativní textury a struktury umožňují sdělovat emocionální účin
Figura – je realistickým zobrazením vycházejícím z vizuální reality, má primární obsah
Znak – znak je nezobrazujícím prvkem, který nabývá významu prostřednictvím konvence
Symbol – symbol může být vytvořen jedním z předchozích tří prvků, pokud je mu konvencí přiřazen sekundární význam

### Specifické prvky pro vizuální označení typu „vlastních jmen“
(užitá terminologie není dána teorií, ale je optimálním výběrem z profesionální komunikace)
(grafický) symbol – označuje jedinečný jev prostřednictvím figurativního nebo nefigurativního tvaru
logotyp – označuje jedinečný jev prostřednictvím písmových znaků
značka – označuje jedinečný jev prostřednictvím kombinace figurativního nebo nefigurativního tvaru a písmových znaků většinou umístěných v ploše tabulky

## Systémy praktické vizuální komunikace podle oborů činnosti
Praktická vizuální komunikace, která se v průběhu 20. století stala mezinárodní globální řečí překonávající jazykové bariéry, se dotýká většiny oborů lidské činnosti. Její funkčnost je zvyšována profesionálním vytvářením, které proto není jako u hovorové řeči živelné, vzniká podle možnosti v rámci logicky provázaných systémů a je unifikováno různými typy norem, zejména mezinárodními normami ISO. Normy unifikují užití nebarevných figur, znaků a symbolů, ale také signálních barev pro samostatné užití na sdělovačích a ovladačích a pro užití v obecném barevně-tvarovém kódu, případně doplňkových barevných kódech.
Normy ISO obsahují soubory prvků užívaných v jednotlivých oblastech lidské činnosti. Společně pak jsou obsaženy v přehledných slovnících. Vzhledem k tomu, že do roku 2021 nevznikly takové souhrnné slovníky v uživatelsky přátelské elektronické formě na internetu, uvádíme zde seznam nejužívanějších komunikačních systémů, z nichž některé mají své dílčí slovníky v české wikipedii, jiné na různých webových adresách. Systémy bez uvedeného odkazu pak naleznete ve slovnících uvedených v lieratuře.

### Výběr systémů praktické vizuální komunikace podle oborů činnosti
- Antropologie
- Astronomie – článek wikipedie Astronomický symbol
- Bezpečnost a zdraví
- Biologie
- Doprava letecká
- Doprava železniční – článek wikipedie Železniční návěstidlo
- Doprava na pozemních komunikacích – článek wikipedie Dopravní značka
- Doprava na vodních cestách – článek wikipedie Plavební znak
- Elektrotechnika[4][5]
- Geologie
- Chemické nebezpečí – článek wikipedie Chemické symboly nebezpečí
- Kancelářské práce
- Kancelářské stroje
- Lyžařské trati
- Matematika – článek wikipedie Matematické symboly a značky
- Meteorologie
- Motorová vozidla
- Obaly zásilek
- Ošetřování látek a oděvů – článek wikipedie Symbol údržby
- Směrové značení
- Sport a rekreace
- Spotřebitelské balení potravin
- Turistika
- Veřejný prostor
- Vývojové diagramy
- Zdravotnictví
- Zemědělství
- Životní prostředí a interakce lidského těla (ergonomie) - článek Grafické symboly pro ekologii